# Carols (canção de Ayumi Hamasaki)
CAROLS é o trigésimo quarto single lançado pela cantora japonesa Ayumi Hamasaki no dia 29 de setembro de 2004. Esse single além de ser lançado em versões CD e CD+DVD esse é seu único single a ser lançado em versões DVD-Audio e SACD. "CAROLS" foi utilizadas em comerciais para promover câmeras digital da Panasonic modelo LUMIX DMC-FX7. O single estriou em 1º lugar na Oricon e certificado Platina pelas 309,128 cópias vendidas.

## Faixas
| CD  |                                |         |  |
| N.º | Título                         | Duração |  |
| 1.  | "CAROLS"                       | 5:31    |  |
| 2.  | "CAROLS (Criminal Tribal mix)" | 6:51    |  |
| 3.  | "CAROLS (Hammond B-3 Whisper)" | 5:46    |  |
| 4.  | "CAROLS (instrumental)"        | 5:30    |  |

| DVD |                       |         |  |
| N.º | Título                | Duração |  |
| 1.  | "CAROLS (Vídeo Clip)" | 6:15    |  |

## Oricon & Vendas
| Parada                           | Posição | Total de Vendas | Semanas |
| -------------------------------- | ------- | --------------- | ------- |
| Oricon Parada Diária de Singles  | 1       | 309,128         | 20      |
| Oricon Parada Semanal de Singles | 1       | 309,128         | 20      |
| Oricon Parada Anual de Singles   | 14      | 309,128         | 20      |